# Marcel Štefančič
Za kulturnika in poslanca z istim imenom glej Marcel Štefančič starejši.
Marcel Štefančič, slovenski filmski kritik, televizijski voditelj in publicist, * 25. maj 1960, Brežice.
Štefančič je leta 1985 diplomiral, leta pa 1988 magistriral iz filozofije na Filozofski fakulteti v Ljubljani. 
Od 1998 do 2022 je vodil oddajo Studio City na Radioteleviziji Slovenija. Redno objavlja v tedniku Mladina. Napisal je več kot 100 knjig. Petkrat je bil nominiran za Rožančevo nagrado, dvakrat jo je prejel.
Od 29. januarja 2024 spet dela na RTV Slovenija, ob ponedeljkih vodi 30-minutno debatno oddajo Marcel.
Portali, povezani s slovensko politično desnico, ga označujejo za levičarja.
Bil je eden izmed 571 podpisnikov Peticije zoper cenzuro in politične pritiske na novinarje v Sloveniji.
Marcelova žena je bila Zdenka Jagarinec (1959-2019), slovenska piarovka in novinarka.